# Stadion Nongprue
Stadion Nongprue (taj. สนามกีฬาหนองปรือ) – stadion piłkarski w Pattayi. Swoje mecze rozgrywa na nim Pattaya United FC. Obiekt może pomieścić 5574 widzów. W 2011 przeszedł modernizację.